# Ганковце (район Бардеёв)
Ганковце (словац. Hankovce) — село и одноимённая община в районе Бардеёв Прешовского края Словакии. В письменных источниках начинает упоминаться с 1377 года.

## География
Село расположено в центральной части края, к западу от реки Топли, к востоку от автодороги 545. Абсолютная высота — 254 метра над уровнем моря. Площадь муниципалитета составляет 8,89 км².

## Население
| Год:                | 1994 | 2004    | 2014    | 2024    |
| ------------------- | ---- | ------- | ------- | ------- |
| Количество человек: | 411  | 402     | 400     | 437     |
| Разница:            |      | −2,18 % | −0,49 % | +9,25 % |

По данным последней официальной переписи 2011 года, численность населения Ганковце составляла 405 человек.